# NGC 4866
NGC 4866 (другие обозначения — UGC 8102, MCG 2-33-45, ZWG 71.92, PGC 44600) — галактика в созвездии Девы.
В 2015 году в галактике наблюдалась вспышка сверхновой типа Ia ASASSN-15ga. Галактика наблюдается с ребра, обычно классифицируется как линзовидная, но встречается и классификация как спиральной типа Sa. На границе диска находится кольцо, в котором формируются звёзды и оно наблюдаемо в ультрафиолетовом диапазоне.
Этот объект входит в число перечисленных в оригинальной редакции «Нового общего каталога».